# Hylaeus deceptorius
Hylaeus deceptorius är en biart som först beskrevs av Raymond Benoist 1959.  Hylaeus deceptorius ingår i släktet citronbin, och familjen korttungebin. Inga underarter finns listade i Catalogue of Life.